# تواصل النباتات
تَنَصُّت النباتات (علم تَنَصُّت النباتات) هو تخصص ضمن علم النبات ويتعلق بدراسة تَنَصُّت النباتات النامية الموجودة معًا تحت ظروف متنوعة.

## الاكتشاف
نشر فريقان من العلماء مكتشفات مدهشة تتعلق بالتواصل بين النباتات في عام 1983، أحدثت ثورة في فهمنا لكل شيء بدءا من شجرة الصفصاف وحتى الفاصولياء البيضاء. فقد ادعى هؤلاء العلماء أن الأشجار تحذر بعضها بعضا من هجمة وشيكة لحشرة آكلة للورق.
وقد انتشرت سريعا أخبار ما توصلوا إليه في الثقافة الشعبية، مع فكرة «الأشجار الناطقة» التي لم تُعرض على صفحات المجلات العلمية وحسب وإنما أيضا على صفحات المجلات السائدة عالميا.[بحاجة لمصدر]
وقد لاحظ (D. رواديس) و (G. أوريانز)  أن يرقات الفراش كانت أقل احتمالا لأن تغزو أوراق أشجار الصفصاف، إذا كانت هذه الأشجار مجاورة لأشجار صفصاف أخرى أصيبت مسبقا باليرقات المقيمة فيها. وكانت الأشجار السليمة النامية بقرب الأشجار المصابة مقاومة ليرقات الفراش لأن كما اكتشف (رواديس) أوراق الأشجار المقاومة ولكن ليس تلك القابلة للتأثّر والمعزولة عن الأشجار المصابة، حَوَتْ مركبات الفينول والتانين الكيميائية التي جعلتها غير مستساغة للحشرات.
ولأن العلماء لم يتمكنوا من كشف أي اتصالات فيزيائية ما بين الأشجار المصابة وجاراتها السليمة، حيث لم تتشاطر جذورا مشتركة، ولم تتلامس أغصانها، فقد اقترح (رواديس) أن الأشجار المهاجَمة لا بد أن أرسلت رسالة فيرومونية منقولة جوا إلى الأشجار السليمة. وبعبارة أخرى، أرسلت الأشجار المصابة إشارةً (إنذارًا) إلى الأشجار السليمة المجاورة.
ولم تكد تمر ثلاثة أشهر حتى نشر (I. بالدوين) و (J. شلتز)  بحثا واعدا أيد تقرير (رواديس). وقاما بدراسة بادرات الحور وسكر القيقب (البالغة نحو قدم واحد طولا) النامية في أقفاص البليكسي الزجاجية المحكمة الإغلاق. وقد استعملا قفصين لتجربتهما. الأول حوى جمهرتين من الأشجار: 15 شجرة حوت ورقتين مشقوقتين بالمنتصف و 15 شجرة غير مصابة.
والقفص الثاني حوى الأشجار الشاهدة والتي كانت بالطبع غير مصابة. وبعد يومين أصبحت الأوراق المتبقية في الأشجار المصابة تحوي مستويات مرتفعة لعدد من المواد الكيميائية المعروفة بتثبيطها لنمو اليرقات. ولم تُبْدِ الأشجار في الشاهد زيادات في أي من تلك المركبات. فافترض (بالدوين) و (شلتز) أن الأوراق المصابة سواء بتمزيقها كما في اختباراتهما أو بأكل الحشرات كما في ملاحظات (رواديس) لأشجار الصفصاف قد أطلقت إشارة غازيّة مكنت الأشجار المصابة من التواصل مع الأخريات غير المصابة، مما أدى بالأخيرة إلى الدفاع عن نفسها ضد هجوم حشري وشيك.

## التقارير
وكثيرا ما كانت هذه التقارير الباكرة عن النبات المحذر، ترفض من قبل أفراد آخرين في الوسط العلمي على أساس أنها تفتقر إلى الشواهد الصحيحة أو أنها ذات نتائج صحيحة ولكنها مبالغ في تفسيرها. إلا أنه خلال العقد المنصرم أخذت ظاهرة تواصل النبات عبر الرائحة تُبْرَزُ مرارا وتكرارا لعدد كبير من النباتات، بما فيها الشعير barely وأجمة المريمية sagebrush وجار الماء alder. وفي حين أن ظاهرة النباتات المتأثرة بجاراتها من خلال إشارات (تنبيهات كيميائية) منقولة جوا هي الآن نموذج علمي مقبول، يبقى السؤال: هل تتواصل النباتات فعلا الواحدة مع الأخرى (وبعبارة أخرى، التحذير عمدا من خطر داهم)، أم أن النباتات السليمة تَسْتَرِقُ السمع فقط لمناجاة النباتات المصابة لنفسها، والتي لم تقصد أن تُسمع؟

## مراكز الأبحاث
ولايزال (M. هيل) وفريقه في ميكسيكو  يدرسون الفاصولياء البيضاء البرية خلال السنوات العديدة المنصرمة كي يتحروا أكثر عن هذا السؤال. وقد عرف (هيل) أن العلماء كانوا قد لاحظوا أنه عندما تؤكل فاصولياء بيضاء من قبل الخنافس، فإن هذه الفاصولياء تردُّ بطريقتين: 
تُطلق الأوراق التي لا تزال تؤكل من قبل الحشرات، مزيجا من المواد الكيميائية الطيارة في الهواء، وتنتج الأزهار (على الرغم من أنها غير مهاجمة بشكل مباشر من قبل الخنافس) رحيقا يجذب المفصليات آكلة الخنافس. وفي وقت مبكر من حياته المهنية في مطلع الألفية الثالثة، كان (هيل) قد عمل في معهد ماكس پلانك لعلم كيمياء البيئة في جينا بألمانيا، في ذات المعهد حيث كان (بالدوين) ومازال مديرا فيه؛ ومثل (بالدوين)، تساءل (هيل) لماذا كانت الفاصولياء البيضاء تطلق هذه المواد الكيميائية.
وضع (هيل) وزملاؤه نباتات الفاصولياء التي كانت قد هوجمت من قبل الخنافس بجوار نباتات كانت قد عُزِلت عن الخنافس وراقبوا الهواء حول مختلف الأوراق. واختاروا مجموعة من أربع أوراق من ثلاث نباتات مختلفة: اختاروا ورقتين من نبتة واحدة كانت قد هوجمت من قبل الخنافس، ورقة كانت قد أكِلَت وأخرى لم تؤكل؛ وورقة من نبتة مجاورة ولكنها غير مصابة؛ وورقة من نبتة كان قد تم الحفاظ عليها معزولة عن أي تماس مع الخنافس أو النباتات المصابة.
وقد حدَّدوا المواد الكيميائية الطيارة في الهواء المحيط بكل ورقة باستعمال تقنية متطورة تعرف باسم كروماتوگرافيا الطور الغازي /قياس طيف الكتلة، لقد وجد (هيل) أن الهواء المنطلق من الأوراق المصابة والسليمة في النبتة نفسها يحتوي على مواد طيارة متطابقة في الأساس، في حين أن الهواء المحيط بالورقة الشاهدة كان خاليا من هذه الغازات. إضافة إلى ذلك، فإن الهواء المحيط بالأوراق السليمة من الفاصولياء البيضاء المجاورة للنباتات المصابة بالخنافس يحتوي أيضا على المواد الكيميائية الطيارة، كما هي الحال في النباتات المصابة المرصودة. وكانت النباتات السليمة كذلك أقل احتمالا لأن تؤكل من قبل الخنافس.
ولكن (هيل) لم يكن مقتنعا بأن النباتات المعطوبة تُكَلـِّم النباتات الأخرى لتحذرها من هجوم وشيك. فاقترح أو رجّح أنه لا بد أن يمارس النبات المجاور نوعا من التنصت الشمِّي على إشارة داخلية مُوجَّهة في الواقع إلى الأوراق الأخرى في النبات نفسه.
وقد عدّل (هيل) نظامه التجريبي بطريقة بسيطة - ولو أنها مبتكرة - ليختبر فرضيته. فأبقى النبتتين بجوار بعضهما، ولكنه وضع الأوراق المهاجمة في أكياس بلاستيكية لمدة 24 ساعة. وعندما تَفَحَّص الأنماط الأربعة نفسها من الأوراق كما في التجربة الأولى كانت النتائج مختلفة. ففي حين استمرت الورقة المُهاجَمة بإطلاق المادة الكيميائية نفسها، كما فعلت من قبل، فإن الأوراق الأخرى في الكرمة نفسها والكرمات المجاورة حاكت الآن النبات الشاهد؛ وكان الهواء المحيط بالأوراق خاليا.
فتح (هيل) وفريقه الكيسَ حول الورقة المهاجَمة، وبمساعدة مروحة صغيرة تستعمل عادة في الشيبات الميكروية لتساعد على تبريد الحواسيب، فقد وجهوا الهواء في أحد اتجاهين: إما باتجاه الأوراق المجاورة لأبعد ما يصل إليه أو بعيدا عن الكرمة وإلى الخلاء. وقد تفحّصوا الغازات الخارجة من الأوراق أعلى مستوى الساق وقاسوا كم من الرحيق أنتج. وبدأت الأوراق الواقعة في مهب الهواء القادم من الورقة المُهاجمة بإطلاق الغازات نفسها، وأنتجت أيضا رحيقا. في حين أن الأوراق التي لم تكن معرّضة للهواء من الورقة المهاجَمة بقيت على حالها.
وكانت النتائج ذات أهمية بالغة لأنها كشفت أن الغازات المنطلقة من الورقة المهاجَمة ضرورية للنبتة نفسها حتى تحمي أوراقها الأخرى من هجمات مستقبلية. وبعبارة أخرى، عندما تُهاجَم ورقة من قبل حشرة أو جراثيم، فإنها تُطلق روائح تُحذِّر أخواتها من الأوراق لتدافع عن نفسها من هجوم وشيك. وهي بذلك تشبه حرس الأبراج في سور الصين العظيم الذي يشعل النيران ليحذر من اعتداء قريب.